# Подарі (Келераш)
Подарі (рум. Podari) — село у повіті Келераш в Румунії. Входить до складу комуни Іляна.
Село розташоване на відстані 43 км на схід від Бухареста, 63 км на північний захід від Келераші.

## Населення
За даними перепису населення 2002 року у селі проживали 172 особи, усі — румуни. Усі жителі села рідною мовою назвали румунську.